# Ратан Тата
Ратан Тата (на гуджарати: રતન નવલ ટાટા) е индийски бизнесмен и филантроп.
Той е роден на 28 декември 1937 г. в Бомбай във видната парска фамилия Тата – баща му е Навал Тата, който е осиновен от Ратанджи Тата, син на Джамшетджи Тата, основателя на корпорацията Tata Group. През 1962 г. завършва Колежа по архитектура, изкуство и проектиране в американския Университет „Корнел“ в Итака с бакалавърска степен по архитектура.
Присъединява се към Tata през 1961 г., където работи в цех на Tata Steel. По-късно наследява Джехангир Ратанджи Дадабхой Тата като председател на Tata Sons след неговото пенсиониране през 1991 г. По време на неговия мандат Tata Group придобива Tetley, Jaguar Land Rover и Corus в опит да превърне Tata от група, ориентирана дотогава предимно към Индия, в глобален бизнес. Тата също е един от най-големите филантропи в света, като е дарил около 60 – 65% от приходите си за благотворителност.
Той е председател на Tata Group от 1990 г. до 2012 г. (заменен е от Сайръс Палонджи Мистри) и е временен председател от октомври 2016 г. до февруари 2017 г. Той продължава да оглавява нейните благотворителни тръстове. През 2008 г. той получава „Padma Vibhushan“, второто най-високо гражданско отличие в Индия, след като е получил „Padma Bhushan“, третото най-високо гражданско отличие през 2000 г.
Ратан Тата също е успешен инвеститор – направил е множество инвестиции в няколко стартиращи компании. Тата е инвестирал в над 30 стартъпи до момента, в повечето от тях лично, а в някои чрез своята инвестиционна компания.